# Microrégion de Dourados
La microrégion de Dourados est l'une des trois microrégions qui subdivisent le sud-ouest de l'État du Mato Grosso do Sul au Brésil.
Elle comporte 15 municipalités qui regroupaient 500 955 habitants en 2009 pour une superficie totale de 37 359 km2.

## Municipalités[1]
- Amambaí
- Antônio João
- Aral Moreira
- Caarapó
- Douradina
- Dourados
- Fátima do Sul
- Itaporã
- Juti
- Laguna Carapã
- Maracaju
- Nova Alvorada do Sul
- Ponta Porã
- Rio Brilhante
- Vicentina